# Hans Jaskulsky (Jurist)
Hans Jaskulsky (* 14. September 1912 in Samotschin; † 14. Juni 2007 in Bochum) war ein deutscher Jurist, SS-Sturmbannführer und Führer des Einsatzkommandos 13 der Einsatzgruppe H.

## Leben
Hans Jaskulsky war Sohn eines Geschäftsführers. Im Jahre 1920 zog seine Familie nach Torgelow in Pommern und 1929 nach Berlin. Dort legte er 1931 das Abitur ab und studierte anschließend drei Semester Rechtswissenschaft. Im März 1933 wurde er Amtsleiter der Heidelberger Studentenschaft und unterbrach sein Studium für diese politische Tätigkeit.
Bereits mit 16 Jahren war Jaskulsky Mitglied der Hitlerjugend. Zum 1. Mai 1933 trat er der NSDAP bei (Mitgliedsnummer 2.636.039). Von 1933 bis 1935 gehörte er der SA an. 1935 wurde er Mitglied der SS (SS-Nummer 276.308). Im Oktober 1934 wurde er in die Reichsführung der deutschen Studentenschaft berufen und im Januar 1935 dort zum Stabsleiter ernannt. Bis Ende Juni 1937 arbeitete er an der Akademie für Landesforschung und Reichsplanung. Im Mai 1938 wurde er beim SD-Unterabschnitt Berlin als Referent eingestellt. Im September desselben Jahres wurde er nach Wien versetzt und wurde später Abteilungsleiter für Recht und Kultur beim SD-Abschnitt Graz. Im April 1938 bestand er vor dem Justizprüfungsamt beim Kammergericht Berlin die erste juristische Staatsprüfung und wurde im Mai 1939 an der Universität Graz zum Dr. jur. promoviert. Im Februar 1941 wurde er als Leiter des SD-Abschnitts nach Bayreuth abkommandiert. Vom Herbst 1943 bis Anfang 1944 war er Leiter des SD-Abschnitts Frankfurt am Main. Danach wurde er in die Slowakei versetzt, wo er die Führung des Einsatzkommandos 13 übernahm und es bis Januar 1945 führte. Danach wurde er zum RSHA, Gruppe VI C berufen.
Nach dem Krieg arbeitete er als Kaufmann in Konstanz. Er engagierte sich im Deutsch-Schweizerischen Motorboot-Club, dessen Präsident er mehrfach war. Er starb 2007 in Bochum.